# Baeckea leptophylla
Baeckea leptophylla là một loài thực vật có hoa trong Họ Đào kim nương. Loài này được (Turcz.) Domin mô tả khoa học đầu tiên năm 1923.